# El Bejuco
El Bejuco es una localidad del estado mexicano de Guerrero. Es parte del municipio de Acapulco de Juárez.

## Demografía
| Gráfica de evolución demográfica |
|                                  |

| Censo | Población |
| ----- | --------- |
| 1900  | 128       |
| 1910  | 128       |
| 1921  | —         |
| 1930  | 64        |
| 1940  | 217       |
| 1950  | 329       |
| 1960  | 546       |
| 1970  | 714       |
| 1980  | 735       |
| 1990  | 1 315     |
| 2000  | 1 893     |
| 2010  | 2 271     |
| 2020  | 2 457     |